# シロスジカミキリ
シロスジカミキリ（白筋髪切、学名: Batocera lineolata）は、コウチュウ目（鞘翅目）カミキリムシ科に分類される甲虫の一種。日本に分布するフトカミキリ亜科の最大種であって、雑木林によく生息する南方系のカミキリムシである。

## 形態
触角を除いた成虫の体長は5cm前後。体は光沢のない灰褐色で、前翅には黄色の斑紋や短いすじ模様が並び、前胸の背中側にも2つの縦長の斑点がある。ただし、これらの模様は死ぬと白色になり、和名もこれらの「白いすじ模様」に由来する。また、体側には複眼のすぐ後ろから尾部まで太い白帯模様が走っているが、これは上からは判りにくい。触角の長さは体長の1倍-1.5倍ほどで、オスの方が触角が長い。頭部はゴマダラカミキリなどに比べて複眼が大きく、発達した大顎も相まっていかつい風貌である。

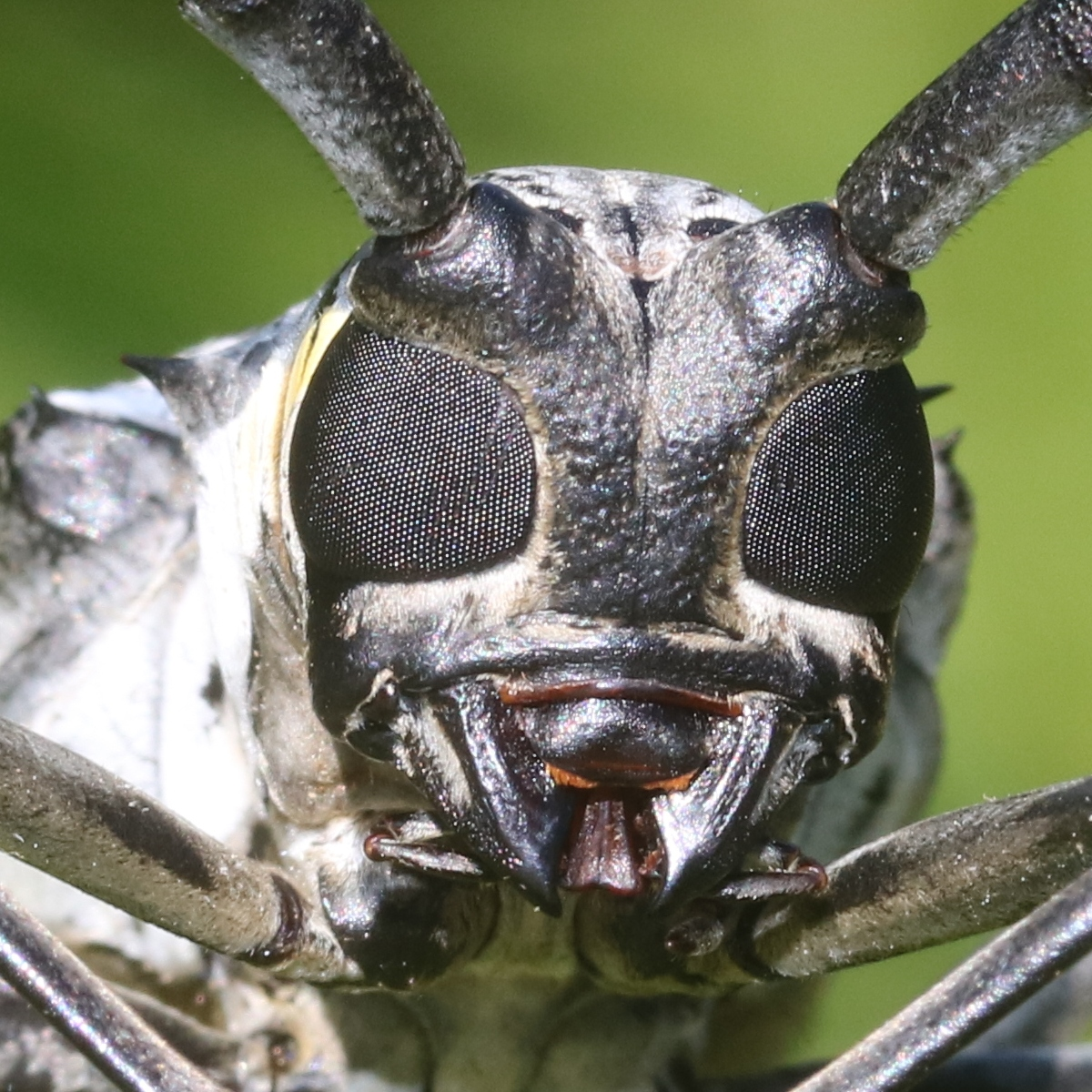
頭部の複眼と発達した大顎
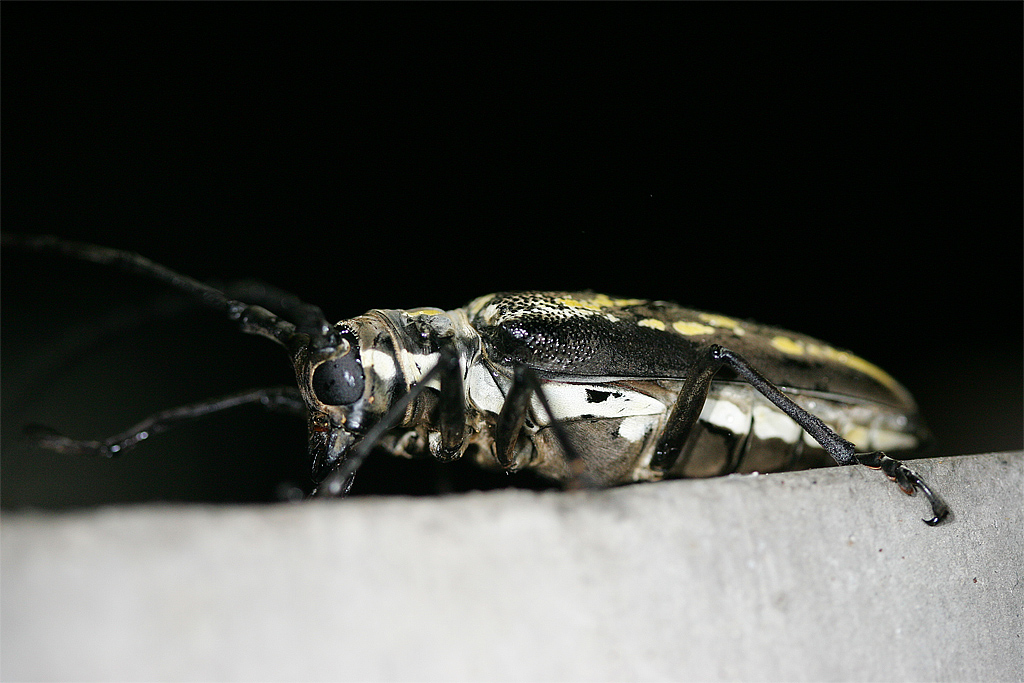
側面からの画像。体側の太い白帯模様がみえる

## 生態
平地から1500m以下の山地の広葉樹林や森林沿いの河川敷のヤナギやアキニレ林、クリ畑などに生息し、それらの樹木を住処と餌にしている。
幼虫は多くの場合、クリ、クヌギ、コナラ、アベマキ、アカガシ、スダジイ、ヤナギ、ハルニレ、アキニレ、ケヤキ、白樺、オニグルミ、イチジク、ハンノキ、標高の高い山地などではダケカンバ、ミズナラなども産卵対象に含まれカミキリムシの中でも好む樹種が実に豊富であり、多種多様な生木の材部を食害する。成虫も上記の樹種に同様に依存して生活し、樹皮や芽を後食する他に広葉樹の樹液にも集まることがある。
成虫は地域によっても多少の差異はあるが、毎年5月のゴールデンウィーク明け頃から野外で活動する。主として夜行性。日没から夜明け前にかけて、後食、生殖、飛翔といった行動を行う。生息地周辺の灯火にも飛来する姿が見られる。日中は木の梢や木の周囲の茂みなどに潜み、余り姿を見かける機会は少ない。大型の体躯に似合わず飛翔性が高く、夕刻から夜間にかけて生息地内を積極的に飛翔移動するが、日がかげっている時や森林内では明るい時間帯でも飛翔していることがある。野外で活動開始した成虫は、6月頃から主として夜間に交尾・産卵する個体が多い。寿命については数ヶ月程度とされており8月中には死亡する個体も多いが、他の甲虫類も減少する10月ごろになっても稀であるが生存個体が見られることもある。
交尾が済んだメスは産卵対象となる樹木を選定・飛来し、多くの場合は樹幹の低めの位置(樹木によってはかなりの高所や枝部などに産卵する例もある。)で樹皮をかじって円形の穴をあけて産卵する。メスは横に移動しながら次々と産卵するので、木の幹には産卵痕が輪状に残る。それらの産卵部位では師管や道管も損傷するので、樹皮が再生してもささくれ立ったような状態になったり、こぶ状に肥大する。過去に産卵された木には前述した様な特徴的な産卵痕が永久的に残る事もあり、離れた位置からも視認出来る。例外もあるが、比較的樹齢が若くて樹幹の細めの樹木を産卵対象として選ぶ傾向が強い為、樹幹が太くなり樹皮の硬化が進んだ老木が大半を占める様な人の手で管理されずに放置状態となっている雑木林では個体数が著しく減少しており、この様な環境ではほとんど見られない。若い木を好む傾向から近年はクヌギやコナラなどで主に構成される雑木林よりも、森林や山沿いの河川敷などに多数自生しているヤナギやアキニレ、オニグルミなどの若木の群生地での観察例が増えており、この様な若木が豊富にある環境では産卵・発生する個体が多く見られる。特に産卵対象となる樹木は既に他の本種の幼虫によって加害されダメージを受けている樹木に集中することがあり、自らが幼虫時代を過ごした木などの場合も含め、毎年同じ樹木が産卵対象として選ばれることも多い。
孵化した幼虫は樹皮下に食いこんで材部を食べる。幼虫が材部を掘り進むとトンネルができ、木の強度が弱くなって折れやすくなる。殊にシロスジカミキリは大型になるうえ、3年-4年かけて成長するので木へのダメージも大きい。強風などでクリやコナラの太い木が根元から折れてしまうことがあるが、これも材部がシロスジカミキリに食い荒らされたことによるものが多い。
充分に成長した幼虫は幹の中で蛹になり、羽化した成虫は5月から6月頃にかけて、木の幹に直径2cm-3cmほどの円形の穴を開けて外に姿を現す。
卵から成虫までに成長できる生存率は低く、産卵された全ての個体が生育途中で死亡するケースも珍しくない。
ブナ科樹木を食い荒らすのでクリ畑などでは重要な害虫だが、雑木林の新陳代謝を促す一面もあり、成虫の脱出痕や産卵痕からは樹液が染み出すので、カブトムシ、クワガタムシ類をはじめとした昆虫類が多数集まる。自然界での樹液の発生理由としては、様々な諸説があるが書籍などでは本種によるケースが多いとされている。
なお、天敵の一つとしては、幼虫に寄生するハチコマユバチ科のウマノオバチ Euurobracon yokohamae Dalla Torre, 1898 が知られる。長い産卵管を木の幹に突き刺し、幹にひそむ幼虫に産卵する。卵から孵化したハチの幼虫はカミキリムシ幼虫の体を食べて成長する。また、キツツキは幹の中に潜む幼虫を捕食する。

## 分布
インド東部から朝鮮半島、日本まで東南アジアに広く分布する。日本では本州以南（本州、佐渡島、淡路島、隠岐、四国、沖の島 (高知県)、九州、対馬、壱岐、五島列島、奄美大島、徳之島）に分布するが、標高の高い山地には少ない。

## シロスジカミキリ属
シロスジカミキリ属（シロスジカミキリぞく、学名: Batocera）は、カミキリムシ科の属の一つ。東南アジアに広く分布する。カミキリムシ類の中でも大型種の部類に入る。
- シロスジカミキリ Batocera lineolata
- イチジクカミキリ Batocera rubus Linnaeus, 1758 - 沖縄本島周辺に分布する[3]が、これは在来種ではなく、20世紀後半頃にイチジク属樹木の輸入を通じて東南アジア方面から移入した外来種と考えられている。和名どおりイチジクやクワなどの生木にやってくる。
- ウォレスシロスジカミキリ Batocera wallacei Thomson[4], 1858 - ニューギニア周辺に分布する。体長7cm、オスの触角の長さが20cmに達する大型種である。触角の他に脚も太くて長く、脛節が弓のように外側に湾曲する。なお、この種小名 wallacei はイギリスの生物学者アルフレッド・ラッセル・ウォレスに由来する。現地では幼虫を食用にしているため乱獲されており、絶滅が危惧されている。
- カタトゲシロスジカミキリ Batocera humeridens
- ラエナシロスジカミキリ Batocera laena

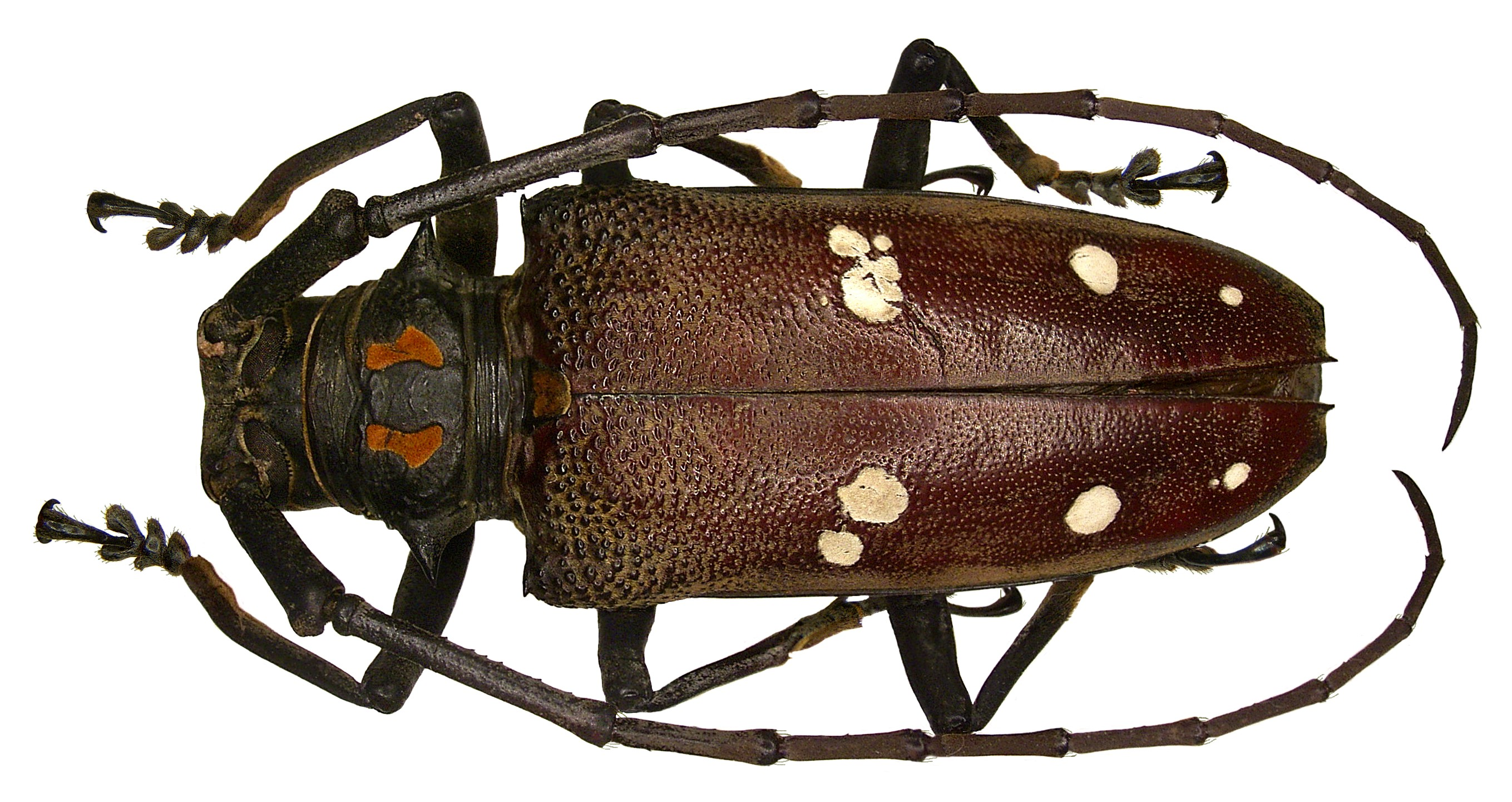
イチジクカミキリ
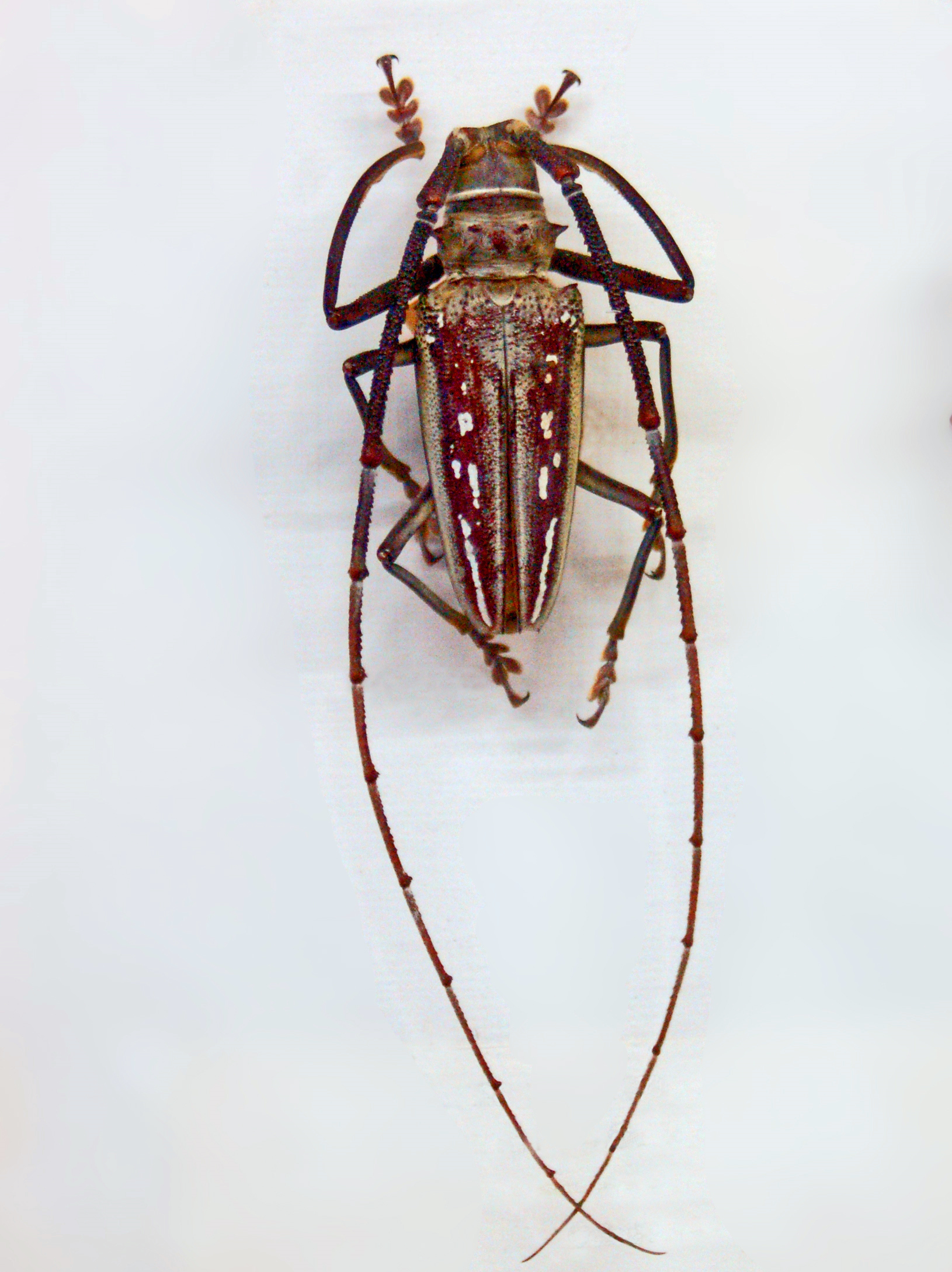
ウォレスシロスジカミキリ
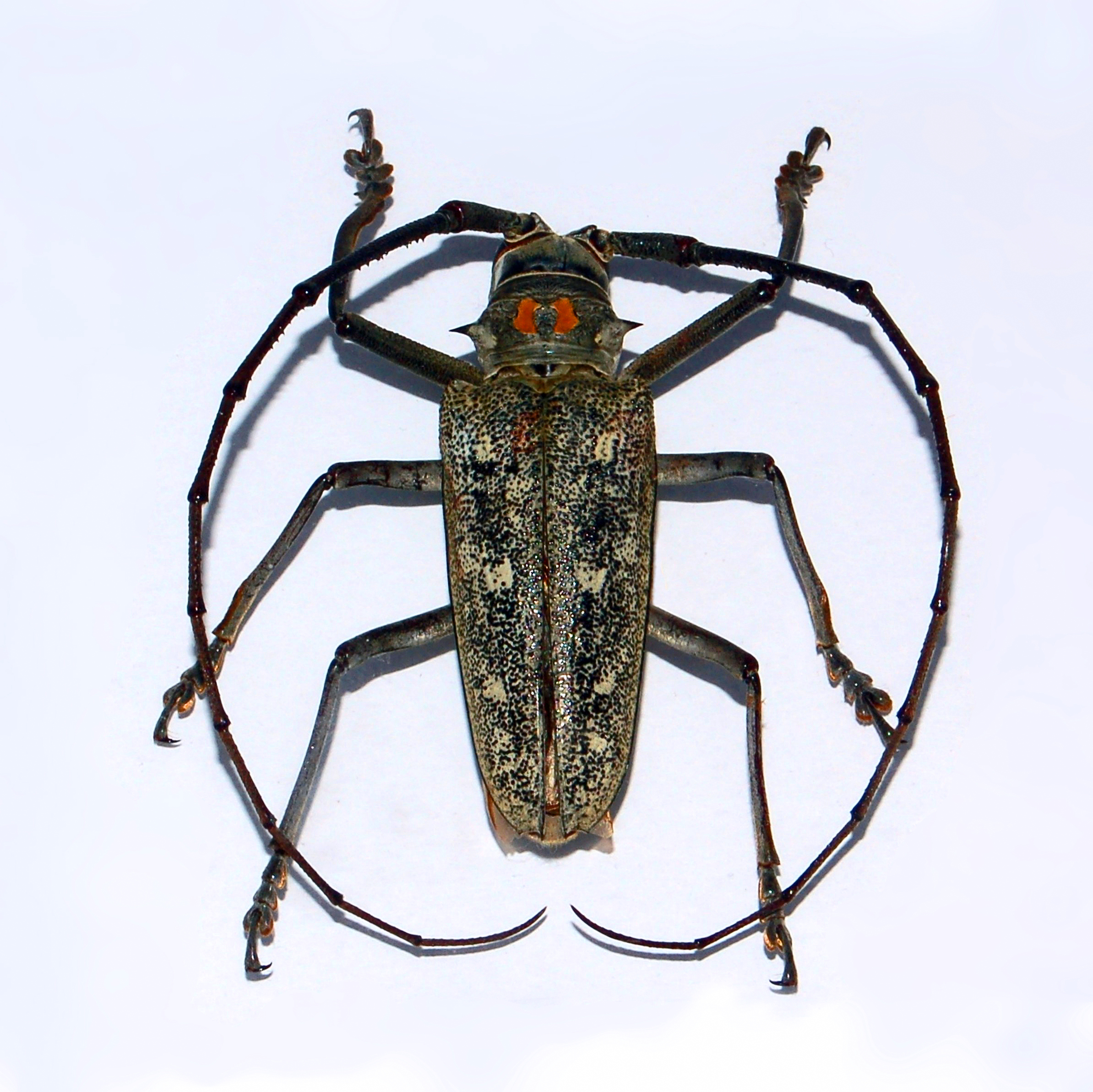
カタトゲシロスジカミキリ
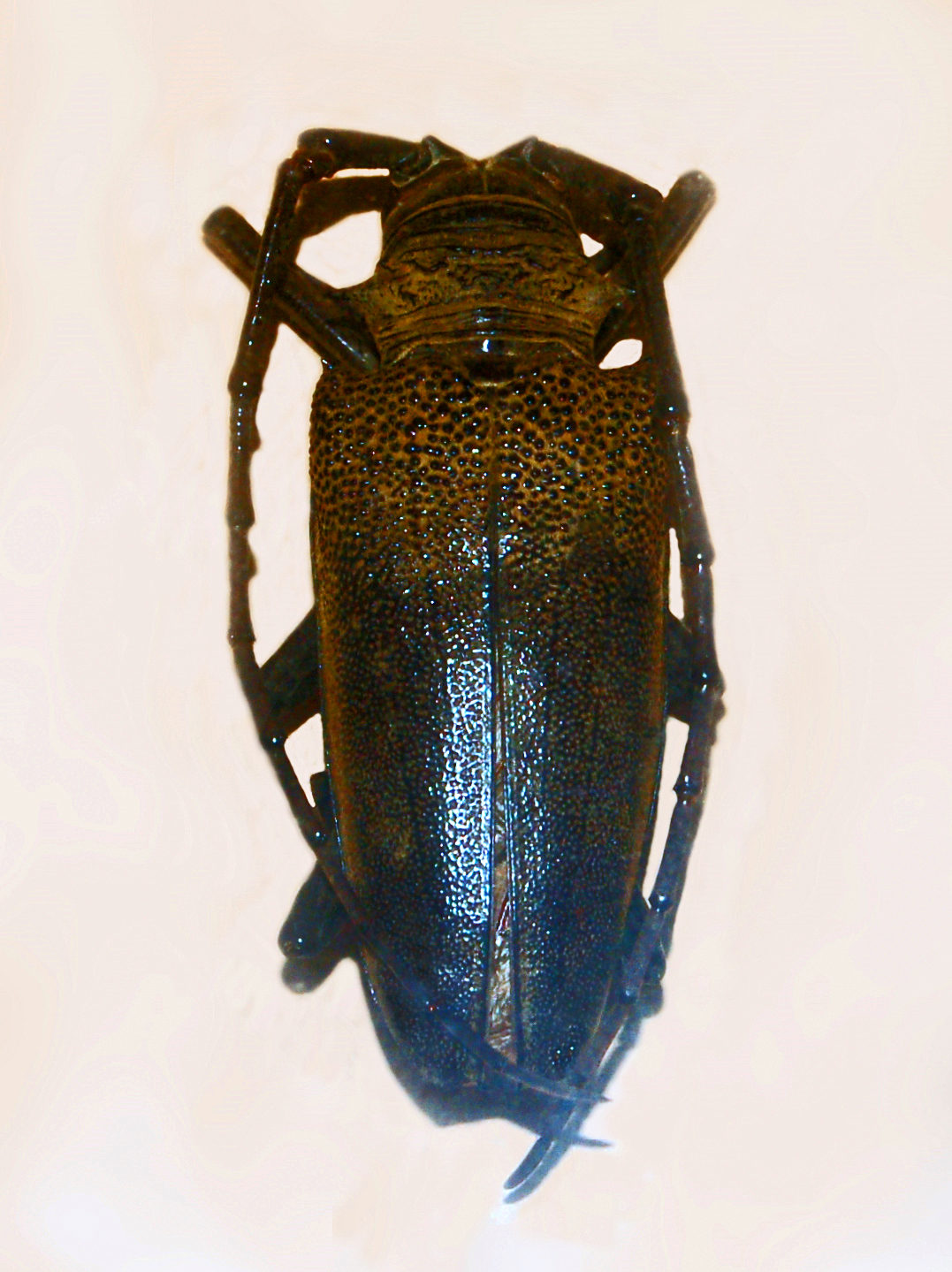
ラエナシロスジカミキリ